# Ken Bartholomew
Ken Bartholomew (anglès: Kenneth "Ken" Eldred Bartholomew)  (Leonard, 10 de febrer de 1920 - Bloomington, 9 d'octubre de 2012) va ser un patinador de velocitat estatunidenc guanyador d'una medalla olímpica.
El 1948 va prendre part en els Jocs Olímpics d'Hivern de St. Moritz, on guanyà la medalla de plata en la prova dels 500 metres del programa de patinatge de velocitat. Aquesta medalla la compartí amb Thomas Byberg i Bob Fitzgerald.
En el seu palmarès també destaquen 14 campionats nacionals entre 1945 i 1960. El 1959 fou inclòs al Minnesota Sports Hall of Fame i el 1968 al National Speedskating Hall of Fame.